# 삭녕군

폐지 직전의 삭녕군
청색으로 표시된 3개면은 강원도 철원군에, 적색으로 표시된 4개면은 경기도 연천군에 각각 편입되었다.

삭녕군(朔寧郡)은 경기도의 북동부에 있었던 군으로, 1914년에 군의 서남부가 경기도 연천군에, 동북부가 강원도 철원군에 각각 편입되어 폐지되었다.
현재는 대부분 지역이 군사분계선 이북 지역에 속하고 동남부의 일부 지역만 대한민국이 관할하는데, 대한민국 관할 지역은 철원읍 독검리를 빼면 전부 경기도 연천군에 속한다. 그 때문에 삭녕군이던 지역은 현재 아무도 살지 않는다. 주요 지역으로는 화살머리고지와 열쇠 전망대가 있다.
만약 삭녕군을 복원할 경우 삭녕군이 경기도 최북단이 된다.
삭녕 최씨, 삭녕 신씨가 이곳을 본관으로 한다.

## 역사
| Daedongyeojido (Gyujanggak) 11-04.jpg | Daedongyeojido (Gyujanggak) 11-03.jpg |
| Daedongyeojido (Gyujanggak) 12-04.jpg | Daedongyeojido (Gyujanggak) 12-03.jpg |

- 고구려의 소읍두현이었다.
- 1403년에 승령현이 삭녕현에 편입되었다.
- 1414년에 안협현과 합쳐 안삭군이 되었다가. 1416년에 환원되었다.
- 1895년에 삭녕군으로 승격되었다.
- 1914년 4월 1일 : 군내면·동면·서면·남면이 연천군에, 내문면·인목면·마장면이 강원도 철원군에 각각 편입되어 삭녕군이 폐지되었다.[1]
  - 당시 삭녕군(7면) : 군내면(郡內面), 동면(東面), 서면(西面), 남면(南面), 내문면(乃文面), 인목면(寅目面), 마장면(馬場面)
  - 군내면 → 연천군 북면, 서면+남면 → 연천군 서남면
- 1934년 4월 1일 : 연천군 북면과 동면이 통합해 삭녕면으로 개칭되었다.
- 1945년 9월 2일 : 미국과 소련이 38선을 경계로 한반도를 분할 점령함으로써 삭녕군이었던 지역이 모두 소련군정 관할 아래 들어갔다.
- 1952년 12월 : 조선민주주의인민공화국이 삭녕면과 서남면을 철원군에 편입시키고, 련천군을 폐지하였다.
- 1953년 7월 27일 : 한국 전쟁의 결과, 대한민국이 삭녕면 도연리·어적산리·적음리 각 일부, 서남면 고장리 일부, 인목면의 남반부(도밀·덕산·갈현·신현리), 내문면 독검리 일부를 수복하였다.
- 1954년 11월 17일 : 대한민국이 연천군 삭녕면의 수복지구를 중면에, 서남면 고장리를 왕징면에, 철원군 인목면의 수복지구를 신서면에 각각 편입하였다.[2]
- 1961년 3월 : 조선민주주의인민공화국이 임진강을 경계로 그 서쪽인 옛 서남면 지역(오탄리 제외)을 장풍군에 이관하였다.
- 1963년 1월 1일 : 대한민국이 철원군 신서면(인목면의 수복지구 포함)을 연천군에 편입하였다.[3]
- 1972년 12월 28일 : 대한민국이 철원군 내문면 독검리를 철원읍에 편입하였다.[4]

## 하위 행정구역
| 읍·면  | 법정리                                                                                             | 개편후 행정구역 |
| ------ | -------------------------------------------------------------------------------------------------- | --------------- |
| 군내면 | 삭녕리(朔寧里), 고마리(古馬里), 대사리(大寺里), 상마산리(上馬山里), 여척리(餘尺里)                 | 연천군 삭녕면   |
| 동면   | 도연리(陶淵里), 어적산리(魚積山里), 적음리(笛音里), 적동산리(積洞山里), 진곡리(辰谷里)             | 연천군 삭녕면   |
| 서면   | 가천리(佳川里), 냉정리(冷井里), 석둔리(石屯里), 솔현리(率賢里), 장학리(獐鶴里)                     | 연천군 서남면   |
| 남면   | 귀존리(貴存里), 고장리(古莊里), 오탄리(伍炭里)                                                     | 연천군 서남면   |
| 내문면 | 창동리(倉洞里), 독검리(篤儉里), 내문리(乃文里), 마방리(馬放里), 반석리(斑石里), 오리동리(五里洞里) | 철원군 내문면   |
| 마장면 | 장포리(長浦里), 남원리(南院里), 대전리(大田里), 밀암리(蜜巖里), 왕피리(往避里), 입석리(立石里)     | 철원군 마장면   |
| 인목면 | 도밀리(道密里), 신현리(薪峴里), 갈현리(葛峴里), 덕산리(德山里), 검사리(檢寺里), 승양리(承陽里)     | 철원군 인목면   |

법정리 중 굵은 글씨: 행정구역 개편 후 면사무소 소재지.